# Peczyny
Peczyny (ukr. Печини) – wieś na Ukrainie, w obwodzie sumskim, w rejonie ochtyrskim, w hromadzie Trościaniec. W 2001 liczyła 504 mieszkańców, spośród których 68 wskazało jako ojczysty język ukraiński, a 436 rosyjski.